# Adraku
Adraku este o arie protejată (arie specială de conservare — SAC, sit de importanță comunitară — SCI) din Estonia întinsă pe o suprafață de 215 ha, integral pe uscat.

## Localizare
Centrul sitului Adraku este situat la coordonatele 58°56′34″N 26°50′34″E / 58.9428°N 26.8428°E.

## Înființare
Situl Adraku a fost declarat sit de importanță comunitară în mai 2009 pentru a proteja un număr necunoscut de specii din flora spontană și fauna sălbatică aflate în arealul zonei. Situl a fost protejat și ca arie specială de conservare în aprilie 2009.

## Biodiversitate
Situată în ecoregiunea boreală, aria protejată nu include niciun habitat protejat.
La baza desemnării sitului se află un număr nedeclarat de specii protejate.